# Харрис, Энтони Чарльз
Энтони Чарльз Харрис (1790—1869)  (англ. Anthony Charles Harris) — английский собиратель древностей и коллекционер древнеегипетских папирусов, археолог, путешественник, предприниматель и интендант английской армии в Александрии, он провёл 40 лет своей жизни в Египте. Энтони Харрис много путешествовал по Нилу и Верхнему Египту скупая египетские древности. Будучи египтологом-любителем, он очень неплохо разбирался в древнеегипетском языке и иероглифах, что отмечал известный немецкий египтолог Генрих Бругш.
Его коллекция включала:
- Большой папирус Харриса (Папирус Харриса I), который приводит список храмовых пожертвований и характеристику правления фараона XX династии Рамсеса III;
- Папирус Харриса II;
- Папирус Харриса 500, литературный папирус с двумя сказками и поэзией (Песнь Арфиста);
- Папирус Харриса 501. содержащий магические тексты и заклинания.

Энтони Харрис умер в Египте в 1869 году. Дочь Харриса Селима (англ. Selima Harris) после его смерти выставила коллекцию на продажу, и английский египтолог Сэмюэль Бирш купил коллекцию за 10 000 фунтов для Британского музея в 1872 году.
Энтони Харрис и его дочь Селима похоронены на Английском Протестантском кладбище в районе ныне разрушенных Ворот Розетты в Александрии.